# 天空跑

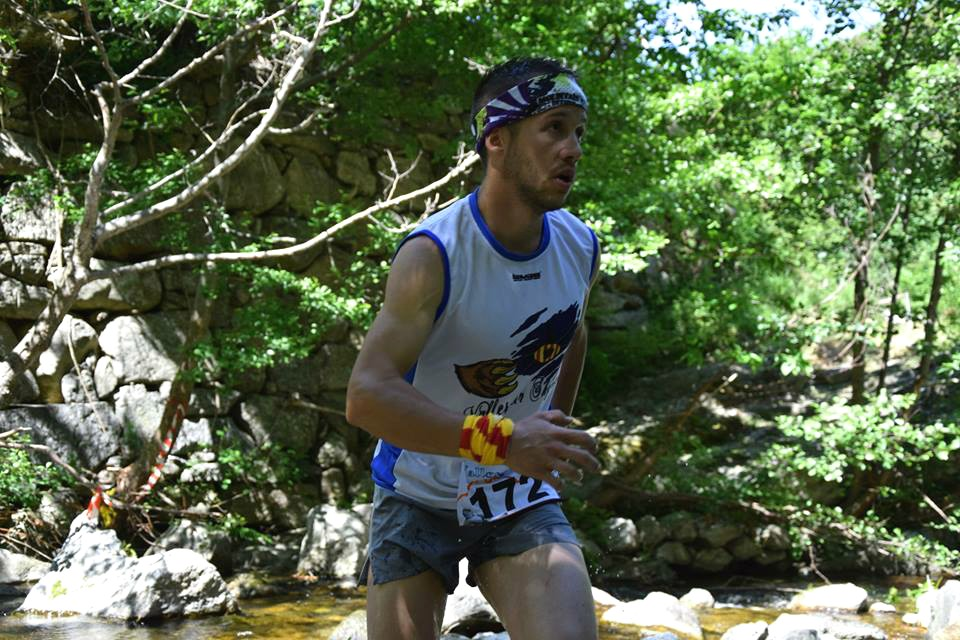
天空跑跑者

天空跑是一项在海拔2000米以上的山地进行长跑的运动，全程的平均坡度至少为 6%，而且至少5%的全程坡度达到或超过30%。山的攀登难度不超过UIAA II级。  運動員在天空跑時可以藉助登山杖奔跑、天空跑的管理机构是国际天空跑联合会。